# Wimbach (Ramsauer Ache)
Der Wimbach ist ein rechter Zufluss der Ramsauer Ache, der das Wimbachtal entwässert. Er liegt im Gemeindegebiet von Ramsau bei Berchtesgaden und bis kurz vor seiner Mündung im Nationalpark Berchtesgaden.
Bei trockener Witterung entspringt der Bach auf etwa 800 m ü. NHN in mehreren eng beieinander liegenden Quellen aus dem Schutt des Wimbachgrieses, weniger als drei Kilometer vor der Mündung. Im Schutt des Grieses im oberen Tal entstehen Zuflüsse teilweise oberirdisch, versickern dann aber im Kies, bevor sie als Wimbach wieder zu Tage treten.
Einige hundert Metern vor seiner Mündung im Bereich der Wimbachbrücke durchfließt der Wimbach die Wimbachklamm. Die als Geotop ausgewiesene Klamm ist auf Holzstegen und Treppen begehbar.
Seinen Seitenarm Schönfeldgraben eingeschlossen, hat der Wimbach ein zwischen Watzmann und Hochkalter gelegenes Einzugsgebiet von ca. 36 km² und eine Länge von ca. 11 km.